# Килиманджаро (национален парк)
Националният парк Килиманджаро е един от най-известните и посещавани национални паркове в Танзания. Той обхваща площ от около 753 квадратни километра и е създаден през 1973 година, за да защити уникалната екосистема и биоразнообразие на планината Килиманджаро. Паркът е част от световното наследство на ЮНЕСКО и е признат за едно от най-важните природни богатства на Африка.

### Основни характеристики на Националния парк Килиманджаро:
1. Флора и фауна:
  - Паркът е дом на разнообразни растителни и животински видове. Въпреки височината си, планината поддържа различни климатични зони, които варират от тропически гори до алпийски пустини. Това води до наличието на широка гама от растения и животни.
  - Сред животните, които могат да се срещнат в парка, са слонове, биволи, леопарди, антилопи, маймуни и множество видове птици.
2. Маршрути за изкачване:
  - Има няколко основни маршрута за изкачване на Килиманджаро, всеки със своята уникална характеристика и трудност. Някои от най-популярните маршрути включват:
    - Марангу: Най-популярният маршрут, подходящ за начинаещи.
    - Мачаме: По-спокойният и по-малко населен маршрут.
    - Ронгаи: Краткият, но стръмен маршрут, който предлага красиви гледки.
    - Умбуве: Един от най-трудните маршрути, но предлагащ уникални пейзажи.
    - Шира: Маршрутът, който минава през западната страна на планината.
    - Лемошо: Дългият и предизвикателен маршрут, който преминава през всички екологични зони на планината.
3. Климат и сезони:
  - Климатът на Килиманджаро варира значително в зависимост от височината. В основата на планината температурите са топли и влажни, докато на върха те могат да паднат под нулата дори през деня.
  - Най-доброто време за изкачване е през сухия сезон, който обхваща месеците от декември до февруари и юни до октомври.
4. Културно значение:
  - Местните чага племена, които живеят в района около Килиманджаро, имат дълбока връзка с планината и нейните ресурси. Те играят важна роля като водачи и помощници при изкачванията.
5. Защита и опазване:
  - Националният парк Килиманджаро е създаден с цел защита на уникалната екосистема на планината и осигуряване на устойчиво развитие на туризма. Паркът работи активно за опазване на околната среда и намаляване на въздействието от човешката дейност.

Посещението на Националния парк Килиманджаро е незабравимо преживяване, което съчетава природна красота, физическо предизвикателство и културно обогатяване.